# What Goes On (album)
What Goes On je kompilační trojalbum skupiny The Velvet Underground. Album vyšlo v roce 1993 u Raven Records, obsahuje jak studiové tak i koncertní nahrávky a je doplněno různými proslovy při zahájení koncertů. Album obsahuje i skladby, které v těchto verzích nikdy předtím nevyšly.

## Seznam skladeb
| Disk 1 | Disk 1                                 | Disk 1                             | Disk 1                        | Disk 1 |
| Pořadí | Název                                  | Autor                              | Původní album                 | Délka  |
| ------ | -------------------------------------- | ---------------------------------- | ----------------------------- | ------ |
| 1.     | Andy Warhol Presents                   | —                                  | první výskyt                  | —      |
| 2.     | Melody Laughter (koncertní fragment)   | Reed, Cale, Morrison, Tucker, Nico | první výskyt                  | —      |
| 3.     | Heroin (mono mix)                      | Reed                               | The Velvet Underground & Nico | —      |
| 4.     | I'm Waiting for the Man (mono mix)     | Reed                               | The Velvet Underground & Nico | —      |
| 5.     | Sunday Morning (mono mix)              | Reed                               | The Velvet Underground & Nico | —      |
| 6.     | I'll Be Your Mirror (mono mix)         | Reed                               | The Velvet Underground & Nico | —      |
| 7.     | Run Run Run (mono mix)                 | Reed                               | The Velvet Underground & Nico | —      |
| 8.     | All Tomorrow's Parties (mono mix)      | Reed                               | The Velvet Underground & Nico | —      |
| 9.     | Venus in Furs (mono mix)               | Reed                               | The Velvet Underground & Nico | —      |
| 10.    | Femme Fatale (mono mix)                | Reed                               | The Velvet Underground & Nico | —      |
| 11.    | It Was a Pleasure Then                 | Reed, Cale, Nico                   | Chelsea Girl                  | —      |
| 12.    | From the Music Factory (mluvené slovo) | —                                  | první výskyt                  | —      |
| 13.    | White Light/White Heat                 | Reed                               | White Light/White Heat        | —      |
| 14.    | Lady Godiva's Operation                | Reed                               | White Light/White Heat        | —      |
| 15.    | I Heard Her Call My Name               | Reed                               | White Light/White Heat        | —      |
| 16.    | Untitled (Index) (mluvené slovo)       | —                                  | první výskyt                  | —      |
| 17.    | EPI Ad (mluvené slovo)                 | —                                  | první výskyt                  | —      |

| Disk 2 | Disk 2                                           | Disk 2                              | Disk 2                 | Disk 2 |
| Pořadí | Název                                            | Autor                               | Původní album          | Délka  |
| ------ | ------------------------------------------------ | ----------------------------------- | ---------------------- | ------ |
| 1.     | Sister Ray                                       | Reed, Cale, Morrison, Tucker        | White Light/White Heat | —      |
| 2.     | Here She Comes Now                               | Reed, Cale, Morrison                | White Light/White Heat | —      |
| 3.     | Guess I'm Falling in Love (instrumentální verze) | Reed, Cale, Morrison, Tucker        | Another View           | —      |
| 4.     | Stephanie Says                                   | Reed                                | VU                     | —      |
| 5.     | Hey Mr. Rain (druhá verze)                       | Reed, Cale, Morrison, Tucker        | Another View           | —      |
| 6.     | Candy Says                                       | Reed                                | The Velvet Underground | —      |
| 7.     | Some Kinda Love                                  | Reed                                | The Velvet Underground | —      |
| 8.     | Pale Blue Eyes                                   | Reed                                | The Velvet Underground | —      |
| 9.     | Beginning to See the Light                       | Reed                                | The Velvet Underground | —      |
| 10.    | I'm Set Free                                     | Reed                                | The Velvet Underground | —      |
| 11.    | The Murder Mystery                               | Reed                                | The Velvet Underground | —      |
| 12.    | Foggy Notion                                     | Reed, Morrison, Yule, Tucker, Weiss | VU                     | —      |
| 13.    | I Can't Stand It                                 | Reed                                | VU                     | —      |
| 14.    | Radio Ad (mluvené slovo)                         | —                                   | první výskyt           | —      |

| Disk 3 | Disk 3                                        | Disk 3                       | Disk 3                            | Disk 3 |
| Pořadí | Název                                         | Autor                        | Původní album                     | Délka  |
| ------ | --------------------------------------------- | ---------------------------- | --------------------------------- | ------ |
| 1.     | Ocean                                         | Reed                         | VU                                | —      |
| 2.     | One of These Days                             | Reed                         | VU                                | —      |
| 3.     | Introductions (mluvené slovo)                 | —                            | první výskyt                      | —      |
| 4.     | It's Just Too Much (koncertní nahrávka)       | Reed                         | první výskyt                      | —      |
| 5.     | Sweet Jane (koncertní nahrávka)               | Reed                         | 1969: The Velvet Underground Live | —      |
| 6.     | New Age (koncertní nahrávka)                  | Reed                         | 1969: The Velvet Underground Live | —      |
| 7.     | Over You (koncertní nahrávka)                 | Reed                         | 1969: The Velvet Underground Live | —      |
| 8.     | What Goes On (koncertní nahrávka)             | Reed                         | 1969: The Velvet Underground Live | —      |
| 9.     | After Hours (koncertní nahrávka)              | Reed                         | první výskyt                      | —      |
| 10.    | I'm Sticking with You (koncertní nahrávka)    | Reed                         | první výskyt                      | —      |
| 11.    | Train Round the Bend                          | Reed                         | Loaded                            | —      |
| 12.    | Head Held High                                | Reed                         | Loaded                            | —      |
| 13.    | Who Loves the Sun                             | Reed                         | Loaded                            | —      |
| 14.    | Rock & Roll                                   | Reed                         | Loaded                            | —      |
| 15.    | Ride into the Sun (acetate transfer)          | Reed, Cale, Morrison, Tucker | první výskyt                      | —      |
| 16.    | After Hours (koncertní nahrávka)              | Reed                         | Live at Max's Kansas City         | —      |
| 17.    | No More Reunions (mluvené slovo)              | —                            | první výskyt                      | —      |
| 18.    | Thanks, Andy Warhol (mluvené slovo)           | —                            | první výskyt                      | —      |
| 19.    | I Love The Velvet Underground (mluvené slovo) | —                            | první výskyt                      | —      |

## Obsazení
The Velvet Underground
- Lou Reed – zpěv, kytara, piáno
- John Cale – zpěv, baskytara, viola, klávesy, doprovodný zpěv
- Sterling Morrison – kytara, baskytara, doprovodný zpěv
- Maureen Tuckerová – perkuse, zpěv
- Doug Yule – zpěv, baskytara, doprovodný zpěv

Ostatní hudebníci
- Adrian Barber – bicí
- Tommy Castanero – bicí
- Nico – zpěv
- Billy Yule – bicí

Technická podpora
- The Velvet Underground – producenti
- Andy Warhol – producent
- Tom Wilson – producent
- Geoff Haslam – producent
- Shel Kagan – producent
- Gary Kellgren – inženýr
- Brigid Polk – inženýr